# Exxon
Exxon was een oliemaatschappij die in 1999 fuseerde tot ExxonMobil. Tot 1973 was de naam Standard Oil Company of New Jersey, een overblijfsel van Standard Oil Company, de oliemaatschappij die in 1911 door de Amerikaanse regering werd opgebroken in 34 bedrijven als resultaat van een antitrustproces. De naam wordt nog steeds gebruikt in de downstream-activiteiten van ExxonMobil, vooral voor tankstations in het oosten en zuidoosten van de Verenigde Staten.
Voor 1973 werd als merknaam veelal Esso gevoerd, maar dit leverde veel protest op van de andere oliemaatschappijen die voort waren gekomen uit Standard Oil, omdat het fonetisch overeenkwam met SO, een acroniem voor Standard Oil.
Volgens de website Inside Climate News had Exxon al in de jaren 70 van de vorige eeuw een team wetenschappers in dienst dat de gevolgen van het verbranden van fossiele brandstoffen op het klimaat onderzocht. Hun conclusies kwamen vergaand overeen met die van het Intergovernmental Panel on Climate Change in de jaren 90 en later, met betrekking tot bijvoorbeeld de relatief snelle opwarming van de Noordpool (Arctisch gebied) en de kwetsbaarheid van ijsplaten op Antarctica. Rond 1978 waarschuwde een van hen, James Black, dat over tien jaar de ultieme grens bereikt zou zijn om maatregelen te treffen om op niet-fossiele energiebronnen over te stappen. Een intern document spreekt van "in potentie catastrofale gevolgen" en de onomkeerbaarheid van eenmaal gemeten gevolgen. Exxon reageerde op drie manieren: men ontsloeg de meeste van de onderzoekers, men maakte de boortorens klimaatbestendig en men begon een stevige pr-campagne met desinformatie over klimaatverandering, waarin men benadrukte hoe onzeker de link tussen fossiele brandstoffen en klimaatverandering was. In de BBC-documentairereeks Big Oil v the World wordt het effect van deze pr-campagne op het besluit van de Amerikaanse Senaat om het Kyoto-protocol niet te bekrachtigen in beeld gebracht.